# Evropský týden mobility

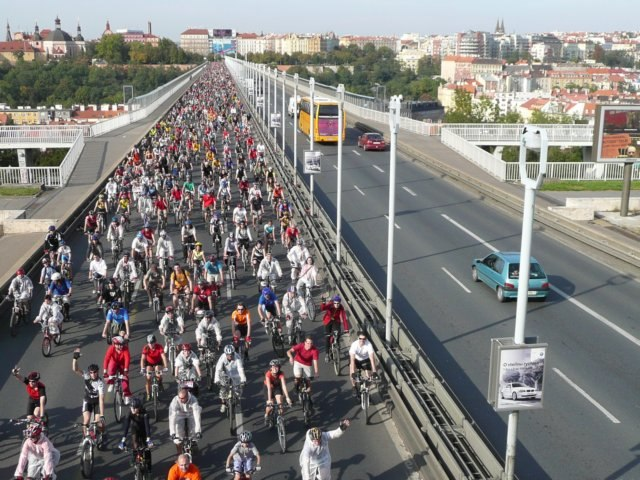
Den bez aut v rámci Evropského týdne mobility v Praze, 2008

Evropský týden mobility (zkratka ETM, anglicky European Mobility Week, zkratka EMW) je každoroční iniciativa Evropské komise pro udržitelnou městskou mobilitu od roku 2002. Vyzývá evropské obce a města, aby věnovala týden propagaci udržitelné dopravy. Akce se pravidelně koná třetí týden v září, končí mezinárodním Dnem bez aut. Každý ročník má své motto, jako například čistý vzduch, víceúčelovost či sdílená ekonomika v dopravě. Součástí programů akce spojené s udržitelnou dopravou, jako například cyklojízdy, přednášky či festivaly, dochází také k dočasné uzavírce některých ulic automobilům, dochází k otevření ulic pěším a cyklistům.
V roce 2019 se ho účastní 44 evropských států, s celkem 1820 zúčastněnými městy. V Česku jich je k roku 2019 zúčastněných 23.

## Historie
Od 2000 probíhá v Evropě jednodenní každoroční akce Den bez aut, kterou iniciovala Evropská komise. Záměrem kampaně bylo upozornit na neudržitelný nárůst individuální automobilové dopravy ve městech a na různé způsoby jeho řešení – podpora veřejné dopravy silniční i železniční, budováni cyklostezek, zkvalitňování prostranství pro pěší a podobně.
V roce 2002 byl jednodenní Den bez aut rozšířen na celotýdenní kampaň Evropský týden mobility, jehož je den Bez aut součástí. Účast v kampaních je otevřena všem městům, obcím i regionům, která mají o problematiku udržitelné dopravy zájem.

## V Česku
Národní koordinaci kampaně Evropského týdne mobility i Dne bez aut v rámci ČR zajišťuje Ministerstvo životního prostředí ČR. V českých městech v rámci ETM běžně probíhají například turistické a cyklistické výlety (cyklojízdy, cyklozvonění), komentované procházky městem, bezpečnostní akce, semináře a přednášky. Dále jsou na programech dny jednotlivých městských dopravních podniků či akce nepřímo závislé na ETM jako kampaň Do práce na kole či festival Zažít město jinak.
V roce 2019 proběhla takzvaná „hvězdicová cyklojízda" do níž se zapojili spolu s občany primátoři Olomouce Mirek Žbánek, Přerova Petr Měřínský a Prostějova František Jura. Dne 21. září se na kolech vydali na pomyslný střed trojměstí, aby ukázali naklonění svých moravských měst pro cyklodopravu.